# AFI Division 1 2023
La AFI Division 1 2023 è stata la 9ª edizione del campionato irlandese di football americano di secondo livello, organizzato dalla IAFL.

## Squadre partecipanti
| Club                 | Città    | Stadio | Sponsor ufficiale | Risultato nella stagione 2022 |
| -------------------- | -------- | ------ | ----------------- | ----------------------------- |
| Antrim Jets          | Antrim   |        |                   |                               |
| Cill Dara Crusaders  | Naas     |        |                   |                               |
| Donegal Derry Vipers | Derry    |        |                   |                               |
| Louth Mavericks      | Dundalk  |        |                   |                               |
| NI Razorbacks        | Belfast  |        |                   |                               |
| UL Vikings           | Limerick |        |                   |                               |
| West Dublin Rhinos   | Dublino  |        |                   |                               |

## Stagione regolare

### Calendario

#### 1ª giornata
| Newbridge 5 marzo 2023 | Cill Dara Crusaders | 42 – 14 referto | Donegal Derry Vipers | Newbridge College |

| Antrim 5 marzo 2023 | NI Razorbacks | 22 – 6 referto | Antrim Jets | Antrim Forum Leisure Centre |

| 5 marzo 2023 | UL Vikings | 17 – 14 referto | West Dublin Rhinos |  |

#### 2ª giornata
| Antrim 12 marzo 2023 | NI Razorbacks | 0 – 33 referto | Louth Mavericks | Antrim Forum Leisure Centre |

#### 3ª giornata
| Antrim 19 marzo 2023 | Antrim Jets | 0 – 12 referto | Donegal Derry Vipers | Antrim Forum Leisure Centre |

| 19 marzo 2023 | UL Vikings | 23 – 6 referto | Cill Dara Crusaders |  |

#### 4ª giornata
| Antrim 2 aprile 2023 | Antrim Jets | 0 – 56 referto | Louth Mavericks | Antrim Forum Leisure Centre |

| Limavady 2 aprile 2023 | Donegal Derry Vipers | 8 – 37 referto | UL Vikings | Limavady Cricket & Rugby Football Club |

| Antrim 2 aprile 2023 | NI Razorbacks | 0 – 24 referto | West Dublin Rhinos | Antrim Forum Leisure Centre |

#### 5ª giornata
| 15 aprile 2023 | UL Vikings | 53 – 13 referto | NI Razorbacks |  |

| Castleknock 16 aprile 2023 | West Dublin Rhinos | 58 – 0 referto | Antrim Jets | Castleknock College |

| Dundalk 16 aprile 2023 | Louth Mavericks | 53 – 7 referto | Donegal Derry Vipers | Dundalk RFC |

#### 6ª giornata
| Antrim 23 aprile 2023 | Antrim Jets | 6 – 48 referto | Cill Dara Crusaders | Antrim Forum Leisure Centre |

#### 7ª giornata
| Antrim 30 aprile 2023 | NI Razorbacks | 23 – 0 referto | Donegal Derry Vipers | Antrim Forum Leisure Centre |

| Dundalk 30 aprile 2023 | Louth Mavericks | 34 – 0 referto | Cill Dara Crusaders | Dundalk RFC |

| Castleknock 30 aprile 2023 | West Dublin Rhinos | 3 – 14 referto | UL Vikings | Castleknock College |

#### 8ª giornata
| Limavady 13 maggio 2023 | Donegal Derry Vipers | 0 – 49 referto | Louth Mavericks | Limavady Cricket & Rugby Football Club |

| Castleknock 13 maggio 2023 | West Dublin Rhinos | 17 – 20 referto | Cill Dara Crusaders | Castleknock College |

| Antrim 14 maggio 2023 | Antrim Jets | 0 – 35 referto | NI Razorbacks | Antrim Forum Leisure Centre |

#### 9ª giornata
| Castleknock 21 maggio 2023 | West Dublin Rhinos | 13 – 15 referto | Louth Mavericks | Castleknock College |

#### 10ª giornata
| 26 maggio 2023 | UL Vikings | 30 – 0 (a tavolino) referto | Antrim Jets |  |

| Newbridge 28 maggio 2023 | Cill Dara Crusaders | 14 – 12 referto | NI Razorbacks | Newbridge College |

#### 11ª giornata
| Dundalk 4 giugno 2023 | Louth Mavericks | 6 – 12 referto | UL Vikings | Dundalk RFC |

| Limavady 4 giugno 2023 | Donegal Derry Vipers | 39 – 0 referto | Antrim Jets | Limavady Cricket & Rugby Football Club |

| Newbridge 4 giugno 2023 | Cill Dara Crusaders | 12 – 7 referto | West Dublin Rhinos | Newbridge College |

#### 12ª giornata
| Newbridge 18 giugno 2023 | Cill Dara Crusaders | – referto | UL Vikings | Newbridge College |

| Dundalk 18 giugno 2023 | Louth Mavericks | – referto | NI Razorbacks | Dundalk RFC |

| Limavady 18 giugno 2023 | Donegal Derry Vipers | – referto | West Dublin Rhinos | Limavady Cricket & Rugby Football Club |

### Classifica
La classifica della regular season è la seguente.
- PCT = percentuale di vittorie, G = partite giocate, V = partite vinte,  P = partite perse, PF = punti fatti, PS = punti subiti

| Pos. | Squadra              | PCT   | G | V | N | P | PF  | PS  |
| ---- | -------------------- | ----- | - | - | - | - | --- | --- |
| 2    | UL Vikings           | 1.000 | 7 | 7 | 0 | 0 | 186 | 50  |
| 1    | Louth Mavericks      | .857  | 7 | 6 | 0 | 1 | 246 | 32  |
| 3    | Cill Dara Crusaders  | .714  | 7 | 5 | 0 | 2 | 142 | 113 |
| 4    | NI Razorbacks        | .429  | 7 | 3 | 0 | 4 | 105 | 130 |
| 5    | West Dublin Rhinos   | .286  | 7 | 2 | 0 | 5 | 136 | 78  |
| 6    | Donegal Derry Vipers | .286  | 7 | 2 | 0 | 5 | 80  | 204 |
| 7    | Antrim Jets          | .000  | 8 | 0 | 0 | 8 | 12  | 300 |

## Playoff

### Tabellone
|  | Semifinali | Semifinali | Semifinali |  |  | VIII Division 1 Bowl | VIII Division 1 Bowl | VIII Division 1 Bowl |  |
|  |            |            |            |  |  |                      |                      |                      |  |
|  | 1          | TBD        |            |  |  |                      |                      |                      |  |
|  | 1          | TBD        |            |  |  |                      |                      |                      |  |
|  | 4          | TBD        |            |  |  |                      |                      |                      |  |
|  | 4          | TBD        | TBD        |  |  |                      |                      |                      |  |
|  |            |            |            |  |  |                      |                      |                      |  |
|  |            |            | TBD        |  |  |                      |                      |                      |  |
|  | 2          | TBD        |            |  |  |                      |                      |                      |  |
|  | 2          | TBD        |            |  |  |                      |                      |                      |  |
|  | 3          | TBD        |            |  |  |                      |                      |                      |  |

### Semifinali
| 2023 | TBD | – | TBD |  |

| 2023 | TBD | – | TBD |  |

### VIII Division 1 Bowl
| 2023 | TBD | – | TBD |  |

## Verdetti
- TBD Vincitori della AFI Division 1 2023